# Рудай, Михаил Андреевич
Рудай Михаил Андреевич (род. 4 мая 1988) — казахстанский ватерполист, Мастер спорта международного класса, нападающий клуба «Спартак-Волгоград» и сборной Казахстана.

## Достижения

### Клубная карьера
«Астана»
- 4 место в чемпионате России — 2011

Спартак-Волгоград
- Чемпион России — 2017, 2023
- серебряный призёр чемпионата России — 2018, 2019, 2020, 2022
- бронзовый призёр чемпионата России — 2021
- обладатель Кубка России — 2017, 2023
- финалист Кубка России — 2018, 2021, 2022
- обладатель Суперкубка России — 2016
- финалист Суперкубка России — 2017

### Карьера в сборной
- Чемпион Пляжных Азиатских игр (1) — 2010
- Чемпион Азиатских игр (2) — 2010, 2018
- Серебряный призёр Азиатских игр (1) — 2006
- Чемпион Азии (1) — 2012
- Серебряный призёр чемпионата Азии (1) — 2009
- Участник чемпионата мира (3) — 2009, 2011, 2013 (лучший результат — 13 место)
- Участник Олимпийских игр (1) — 2012 (11 место), 2020 (11 место)